# Албанці в Сербії
Албанці в Сербії (серб. Албанци у Србији, трансліт. Albanci u Srbiji; алб. Shqiptarët në Serbi) — визнана національна меншина в Сербії. За переписом 2022 року, чисельність етнічних албанців у Сербії становить 61 687 осіб, що становить 0,93 % від загальної чисельності населення. Переважна більшість із них проживає в південній частині країни, яка межує з Косово та Північною Македонією, і називається Прешевською долиною. Їхній культурний центр знаходиться в Прешево.

## Географія
У муніципалітетах Прешево та Буяновац албанці становлять більшість населення (93,7 % у Прешево та 62 % у Буяновац за переписом 2022 року). У муніципалітеті Медведжа албанці є другою за чисельністю етнічною групою (після сербів), і їхня участь у цьому муніципалітеті становила 32 % за переписом 1981 року, 28,67 % у 1991 році та 26,17 % у 2002 році. Регіон Буяновац і Прешево широко відомий як Прешевська долина (серб. Прешевска Долина, Preševska Dolina, алб. Lugina e Preshevës).

## Історія

### Пізня античність
У пізній античності зона контакту між пізньопротоалбанською та балканської латиною знаходилася у східній та південно-східній Сербії. Ця територія включала Ниш, місто на південному сході Сербії. Слов'янський топонім Ниш розвинувся з топоніма, засвідченого давньогрецькою як ΝΑΙΣΣΟΣ (Naissos), який отримав свою теперішню форму через фонетичні зміни в протоалбанській мові, а потім увійшов до слов'янської. Це свідчить про те, що протоалбанці проживали в регіоні ще в дослов'янські часи. Коли відбулося це поселення, є предметом дебатів, оскільки протоалбанці могли переселитися відносно пізно в давнину в територію, яка могла бути східною експансією протоалбанського поселення, оскільки жодні інші топоніми, відомі в давнину в безпосередній близькості, не припускають існування албанця. розвитку. Розвиток Nish < Naiss- також може представляти регіональний розвиток на пізньоантичних Балканах, який, незважаючи на спорідненість, може не бути ідентичним албанському. Потенційне поширення албанської мови в дослов'янську еру, можливо, було до Дробета-Турну Северина на березі Дунаю. Носії протоалбанської мови в ширшому регіоні перейшли на балканську латинь і сприяли появі проторумунського населення. Торлацькі слов'янські діалекти перебувають під впливом рис, які виникли в албанській та східно-романській мовах, якими розмовляють у південно-східній Сербії.

### Середньовіччя
Такі топоніми, як Arbanaška та Đjake, свідчать про присутність албанців у регіонах Топлиці та Південної Морави (розташованих на північний схід від сучасного Косова) з пізнього середньовіччя. Албанці в регіоні Ниш жили там принаймні 500 років до свого вигнання, тобто албанці були присутні в Ниші щонайменше з 1300-х років. До 1477 року частина албанського племені матаруге жила в казазі Прієполье, де вони сформували власну окрему громаду (нахію) з 10 селами (katund). В османських записах про регіони Топліца, Крушеваць і Лесковац (сьогодні розташовані на півдні Сербії), які датуються між 1444 і 1446 роками, з'являється село під назвою Тануш (походить від албанського антропоніма Тануш). Зокрема, у регіоні Топлиці протягом першої половини XV століття було зареєстровано кілька поселень албанської топоніми, таких як Гонзі, Кастрат, Спанці, Зур, Катунь і Крива Фея. Усі ці поселення справді старші та передують часу їх запису в першій половині XV ст.

## Османська доба
У 1700 році, після Великого переселення сербів, кельменді та кучі та інші племена, такі як шкрелі з Ругови, закріпилися в регіоні Рожає та сусідньому місті Тутін, Сербія. У регіон також переселилися шала, красничі та гаші. Починаючи з XVIII століття багато людей, що походять з племені готі, мігрували до Санджаку та проживали в ньому, переважно в районі Тутіна, а також у Сєниці.
В епоху розвитку торгівлі на Османських Балканах албанські купці зі Шкодри, Пріштини та Прізрена оселилися в санджаку Смедерево (Белградський пашалик). Групи албанців з Косова оселилися в районах Карановац (сьогодні Кралево) і Чупрія. Албанці були найзначнішою неслов'янською групою регіону Смедерево, другою за чисельністю мусульманською групою пашалику та частиною його мусульманського населення разом із сербами-мусульманами, боснійцями та меншими громадами. У міських районах албанці жили в містах Парачин, Чупрія, Алексінац, Крушевац і Карановац. Австрійські джерела стверджують, що в Карановаці було 89 турецьких і албанських і 11 сербських домогосподарств. Найбільша концентрація албанців була в Чупрії, де сучасний сербський автор Йоаким Вуїч у 1826 році згадував більше «турецьких арнаутів, ніж сербів». Албанські села Смедерева були зосереджені на півдні та сході області.

### ХІХ століття

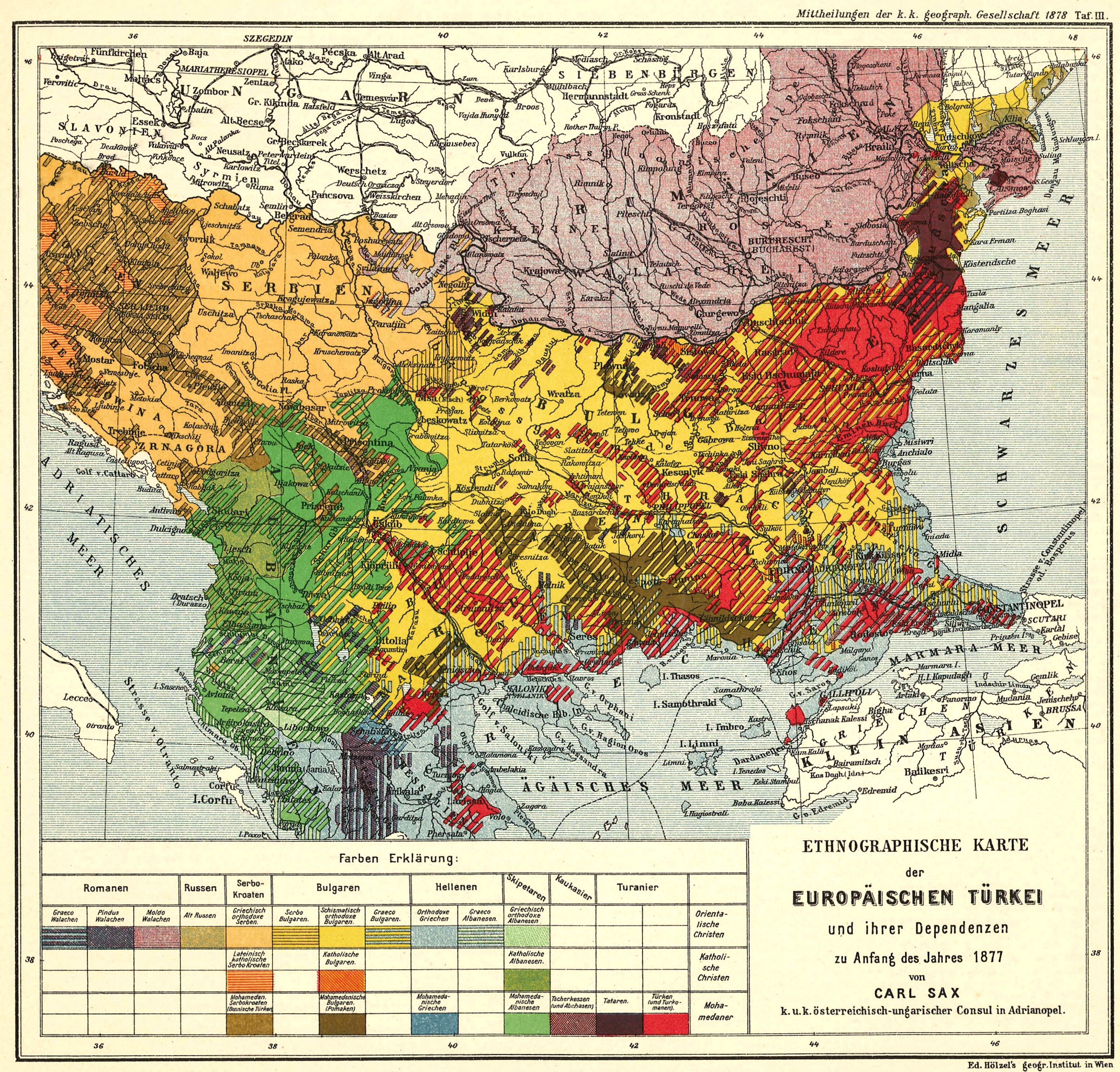
Карта Балкан 1878 року, албанці зображені зеленим кольором.

У перші десятиліття Сербське князівство, яке включало сучасну центральну та східну Сербію, населення становило близько 85 % сербів і 15 % несербів. Більшість з них були влахами, а також були деякі албанці-мусульмани, які становили переважну більшість мусульман, що жили в Смедерево, Кладово та Чупрії. Нова держава мала на меті гомогенізацію свого населення. У результаті з 1830 року до воєн 1870-х років, за оцінками, було вигнано до 150 000 албанців, які проживали на території князівства Сербія. У листуванні Мілоша Обреновича є багато вказівок на те, як здійснювався цей процес. Обренович попросив свого чиновника Мілосава Здравковича купити будинки албанців за ціною, вищою за ринкову, і наказав вигнати мулімів, більшість з яких були албанцями, із західної Сербії. Житла цього населення спалили, а їх переселили на османські землі.
На територіях, які були включені до Королівства Сербія після 1912 рок албанці були зосереджені в трьох областях: Косово, Новопазарський Санджак і Нішський Санджак. Албанці становили більшість населення Топлиці (включаючи Куршумлію та Прокупле), значну частину населення Лесковаца та Вранє та частину мусульманської громади Ніша. У Трині проживала невелика албанська громада. У містах частина мусульманського населення, яку ідентифікували як турків, насправді була албанцями, які прийняли османську міську культуру. Частина територій, де проживали албанці, перебувала під управлінням Вранського пашалика. У 1843—1844 рр. пашалик був охоплений повстанням Дервіша Чари проти Гусейна-паші Вранє. Після танзиматських реформ місцева влада використовувала ситуацію, щоб посилити податки та ще більше зловживати своєю владою проти більшості населення, яке складали селяни. Одна конкретна подія, яка ще більше загострила відносини між місцевими жителями та Гусейн-пашою, це заборона відкривати албаномовні школи в окрузі Вранє, хоча конституція Танзімату дозволяла відкриття шкіл рідною мовою кожної етнічної громади в Османській імперії. У квітні 1844 року повстанці з Прешевської долини, Гїлане, Лесковаца, Тетово, Гостивара, Куманово розгромили Гусейна-пашу та зайняли Вранє. На придушення повстання османська армія направила понад 10 тис. війська за підтримки артилерії. Місцевих албанців очолювали Сулейман Тола з Великого Трноваца/Тернока, Селман Рогачіца, Імер Ага з Прешеви та Дервіш Кара. Вирішальна битва, яку османи виграли і завершила повстання, відбулася на пагорбі Сомоліца між Прешево і Буяновац.
Нішський санджак став предметом територіальної суперечки під час сербсько-османської війни (1876—1878). Під час війни албанці з Куршумлі, Прокупля та Лесковаца сформували загони, які діяли незалежно від османської армії для самооборони сіл від сербських військ. Албанські підрозділи приєдналися до османської оборони з боку Косово та Македонії. Війна спричинила переміщення десятків тисяч мирних жителів. Лише взимку 1876—1877 років загинуло понад 35 000 переміщених албанських цивільних осіб.
На першому етапі (1876—1877) війни османська армія перемогла і ввела в Сербії жорсткі репресивні заходи. Вступ Росії (Російсько-турецька війна (1877—1878) у війну змінив ситуацію, і османи перемістили свої сили на східний фронт. Османська поразка в облозі Плевни (грудень 1877) забезпечила перемогу Росії у війні, і османська армія відступила на всіх фронтах. 10 січня 1878 року османські війська здали Ниш, а сербські війська продовжили свій наступ на південний захід, увійшовши до долин Косаниці, Пустої Реки та Ябланиці. Сербські війська в долині Морави продовжували рух до Вранє з наміром повернути на захід і увійти до Косова. Сербське просування на південному заході було повільним через горбисту місцевість і великий опір місцевих албанців, які захищали свої села, а також ховалися в сусідніх гірських хребтах Радан і Майдан. Сербські сили зайняли ці села одне за одним, і більшість з них залишилися пустими. Албанські біженці продовжували відступати в бік Косово, і їхній марш було зупинено біля гір Голяк, коли було оголошено перемир'я. Сербська армія, яка діяла в долині Морави, продовжувала рух на південь у напрямку двох каньйонів: Грделіца (між Вранє та Лесковацом) і Ветерниця (на південний захід від Грделіці). Після взяття Грделіці сербські війська взяли Вранє. Місцеві албанці виїхали зі своїм майном до того, як сербські сили досягли міста, а інші сільські албанці зазнали напруженості з сербськими сусідами, які воювали проти них і зрештою виселили їх із цього району. Перш ніж відступити до гір Голяк, албанські біженці захищали каньйон Ветерниця. Албанці, які жили неподалік у районі Мазуриці, не чинили опору сербським силам, і генерал Йован Белімаркович відмовився виконувати накази з Белграда про їх депортацію. Проте вони були депортовані разом з іншими албанцями після того, як Белімаркович покинув Масурицю.
В результаті територіальної експансії Сербського князівства в 1877—1878 роках відбулося масове та насильницьке вигнання албанців з новоокупованих регіонів Нишського санджаку. У нових районах (сучасні Ябланіца, Топліца та частини Нішавського району) було вигнано та оселилися переважно в Косово приблизно 50 000–60 000 албанців. У період між османсько-сербським перемир'ям і заключним актом Берлінського конгресу деякі албанські групи повернулися до своїх домівок. Після підписання Берлінського договору їх вислали до Туреччини. Загалом близько 600 албанських сіл зазнали етнічної чистки. Албанці, які оселилися в Косово та інших регіонах, стали називатися мухахширами (біженцями). Події 1877-78 років ознаменували початок сучасного сербсько-албанського конфлікту.
Вигнання та етнічні чистки албанців з півдня Сербії були результатом політики етнічної гомогенізації сербської держави та відображали стратегічну мету Сербії щодо розширення на південь до Македонії та Старої Сербії. У сербській геополітичній стратегії албанці розглядалися як «небажане і ненадійне населення», яке потрібно було замінити «надійним». На знелюднені території були запрошені православні серби, герцеговинці та чорногорці. Частина сербських поселенців прибула з сусіднього східного Косово, яка була вигнана в результаті міжетнічного насильства мухахширами, які оселилися прямо за новим кордоном. Велика депопуляція та економічна девальвація нових територій не могли бути врівноважені жодними засобами, тому сербський уряд спробував залучити деяких албанців, яких вигнали, щоб знову оселитися в Сербії. Мілан Обренович, майбутній король Сербії з 1882 року, уклав угоду безпосередньо з Шахідом-пашою, місцевим албанським військовим офіцером з Ябланиці. Шахід-паша був командиром османських казарм у Софії під час війни 1877–78 років. За угодою, деякі албанці-мусульмани повернулися до Горньої Ябланиці (Медведжа).

### Початок ХХ століття
«Цілі албанські села були перетворені на стовпи полум'я — вдалині, поруч і навіть прямо вздовж залізничної колії. Це був мій перший, справжній, автентичний погляд на війну, на нещадне взаємне вбивство людей».

Лев Троцький, «За лаштунками Балканських воєн», «Балканські війни» (1912)
Під час балканських воєн Косовський вілаєт і санджак увійшли до складу Сербії. Десятки тисяч албанських мирних жителів були вбиті та вигнані з новозавойованих територій. У Новому Пазарі генерал Петар Живкович націлився на албанців регіону. Багато журналістів, зокрема Лев Троцький, Лев Фрейндліх, спостерігали та записували події. Данський журналіст Фріц Магнуссен під Приштіною зафіксував вбивство 5000 албанців.
У Королівстві Югославія албанці були поділені на три бановини (повіти): Вардарська бановина, Зетська бановина та Моравська бановина з 1929 року. Албанці сучасної південної Сербії були в межах Вардарської Македонії. У титоїстській Югославії долина Прешево не стала частиною автономного краю Косово, а частиною югославської Сербії. На таке рішення вплинуло розташування транспортної інфраструктури поблизу Прешево. В албанській політиці Прешево продовжують називати «східним Косово».

### Союзна Республіка Югославія та Сербія (1990–)
У 1992 році албанські представники в муніципалітетах Прешево, Медведжа і Буяновац організували референдум, на якому проголосували за приєднання цих муніципалітетів до самопроголошеної асамблеї Республіки Косово. Проте до кінця 1990-х років серйозних подій не відбулося.
1995 року після створення Республіки Косово етнічні албанці створили Армію визволення Косова, яка почала нападати на поліцію та співробітників секретних служб, які знущалися над албанськими цивільними особами. З 1998 року група брала участь у відкритому конфлікті з дедалі більшою кількістю югославських сил безпеки, і ескалація напруженості зрештою призвела до війни в Косово в лютому 1998 року.
Після розпаду Югославії та завершення війни в Косово була створена 5-кілометрова наземна зона безпеки, яка служила буферною зоною між югославською армією та силами Косово. У червні 1999 року було сформовано та розпочато навчання нове албанське бойове повстанське угруповання — Визвольна армія Прешево, Медведжі та Буяноваца (UÇPMB).
Відомо, що сербські медіа за часів Мілошевича підтримували сербський націоналізм, пропагуючи ксенофобію щодо інших етнічних груп Югославії. Медіа зазвичай характеризували етнічних албанців як антиюгославських контрреволюціонерів, ґвалтівників і загрозу для сербської нації. Під час війни в Косово сербські війська постійно дискримінували косовських албанців:
На всій території Косова сили СРЮ та Сербії переслідували, принижували та принижували косовських албанців шляхом фізичного та словесного насильства. Поліцейські, солдати та офіцери постійно піддавали косовських албанців образам, расистським цькуванням, принизливим діям, побиттям та іншим формам фізичного насильства на основі їхньої расової, релігійної та політичної ідентифікації.— Обвинувачення у воєнних злочинах проти Мілошевича та інших
Опитування в Сербії показало, що 40 % сербського населення не хотіли б, щоб албанці жили в Сербії, тоді як 70 % не вступали б у шлюб з албанцем. Таке ж почуття в Албанії до сербів.
На відміну від випадку з ОАК у Косово, західні країни засудили напади UÇPMB і назвали їх прикладами «екстремізму» та використання угрупованням «незаконних терористичних дій».
З тих пір Албанська коаліція з долини Прешево отримала представництво в Національних зборах Сербії, де вона має два місця. У 2009 році Сербія відкрила військову базу — Цепотіна — в 5 кілометрах на південь від Буяноваца для подальшої стабілізації території.
7 березня 2017 року президент Албанії Буяр Нішані здійснив історичний візит до муніципалітетів Прешево та Буяновац, де албанці складають етнічну більшість. 26 листопада 2017 року Президент Албанії Ілір Мета здійснив історичний візит до Медведжі, муніципалітету з албанською етнічною меншиною. 26 листопада 2019 року в Албанії стався землетрус. Албанці долини Прешево пожертвували допомогу та відправили її кількома конвоями постраждалим від землетрусу.
У 2021 році Гельсінський комітет з прав людини в Сербії оприлюднив звіт, у якому говорилося, що адміністрація Сербії проводить «пасивацію проживання албанців», у результаті чого албанці, які проживають у Південній Сербії, втрачають право голосу, своє майно, медичне страхування, пенсію та працевлаштування. На думку комітету, цей захід становив «етнічну чистку адміністративними методами».

## Культура

### Освіта

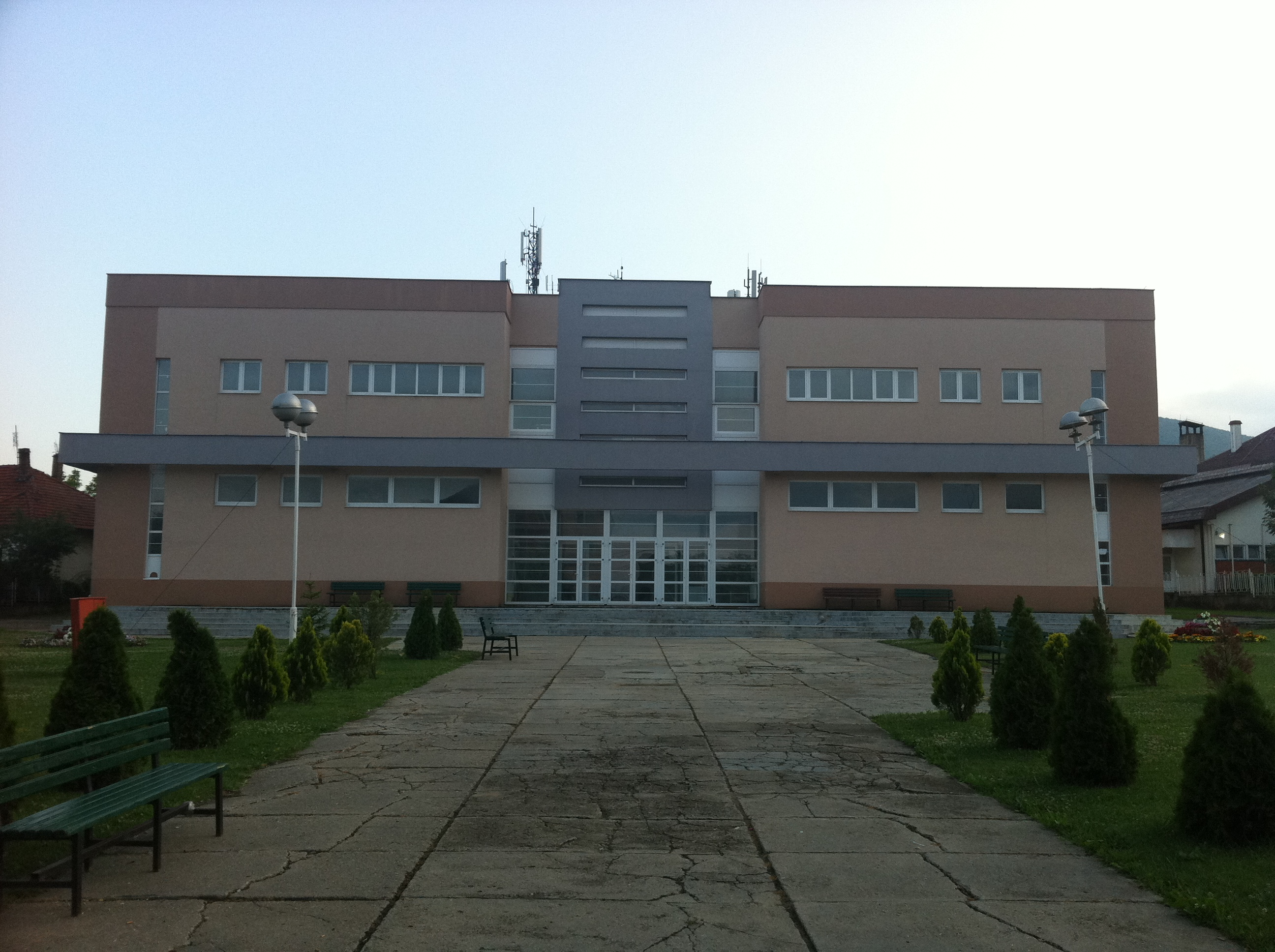
Культурний центр Прешево «Абдулла Крашніца»

Перша албаномовна школа в долині Прешево була відкрита в Прешево 7 лютого 1945 року. Його відкрив місцевий партизан-антифашист Абдулла Крашніца. Перша середня школа була відкрита в 1948 році.

### Медіа
До повстання 2001 року в долині Прешево не було дозволено жодного албанськомовного медіа. Перший албанськомовний канал був дозволений після Кончульської угоди (2001). У 2003 році державний телеканал Прешева почав мовлення албанською мовою. Інший регіональний державний канал у Буяноваці щодня транслює 8 годин (із 16) албанською мовою. Приватний телеканал, який веде мовлення переважно албанською мовою, був профінансований у 2006 році. «Радіо Прешева» мовить 10 годин албанською щодня. Подібна станція існує в Буяноваці. У Медведжі місцевий державний канал транслює 5 хвилин албанською щодня і одну щотижневу 60-хвилинну програму албанською.

### Релігія
Основною релігією албанців Прешевської долини є іслам. До османського періоду населення регіону було переважно римо-католицьким. У селах Карадак, розташованих у Косові, досі є католицькі храми.

## Демографія
Албанці бойкотували перепис 1991 року в Сербії та Косово. У 2002 році, відповідно до Кончульської угоди, яка припинила повстання в долині Прешевовони брали участь у переписі. За переписом 2002 року в Сербії проживало 61 647 албанців. Під час перепису 2011 року албанська громада в долині Прешево здебільшого бойкотувала перепис на знак протесту проти відсутності прогресу в реалізації Кончульської угоди. За даними перепису, загальна кількість албанців у Сербії становить 5805 осіб. За переписом 2011 року, 71,1 % усіх албанців є мусульманами, за ними йдуть католики (16,8 %) і православні (2,6 %). Решта не заявили про свою релігію або належать до менших релігійних груп (9,5 %). Кілька років по тому незалежні експерти оцінили чисельність їхньої популяції приблизно в 200 разів — 75 000. Лідери албанських громад стверджують, що албанців із Сербії залишилося приблизно на 25 тисяч.
Белград, столиця Сербії, має невелику албанську громаду. За переписом 1981 року було зареєстровано 8212 албанців. У 1991 році в Белграді проживало лише 4985 албанців. Після Косовської війни ця кількість зменшилася до 1492, а за останнім переписом (2011) — 1252. Під час перепису населення 2022 року Гельсінський комітет Сербії заявив, що пасивізація місць проживання албанців може бути використана як засіб для того, щоб не дозволити їм зареєструватися під час перепису, і, як наслідок, перепис може слугувати «механізмом для позбавлення виборчих прав албанців на півдні Сербії». Згідно з попередніми результатами перепису, загалом було зафіксовано близько 100 000 албанців, більшість із них у долині Прешево. За остаточними результатами перепису, 61 687 осіб були враховані як постійні жителі Сербії.
Значну частину населення регіону Санджаку (розділеному між Сербією та Чорногорією) становили албанці, але сьогодні лише кілька сіл вважають себе албанськими, в основному в результаті культурної асиміляції та імміграції. Міністерство закордонних справ Болгарії склало звіт про регіон у 1901–02 рр. У районах Санджаку, які сьогодні є частиною Сербії, каза Сєніца була населена переважно православними сербами (69 сіл із 624 домогосподарствами) та боснійськими мусульманами (46 сіл із 655 домогосподарствами). Албанці (505 дворів) проживали виключно в місті Сєніца. Каза Новий Пазар мала 1749 домогосподарств у 244 сербських селах і 896 домогосподарств у 81 албанському селі. Дев'ять сіл, населених як сербами, так і албанцями, мали 173 двори. Місто Новий Пазар мало 1749 сербських і албанських домогосподарств з 8745 жителями. Каза Новий Варош, за болгарським звітом, була переважно сербською, за винятком одного мусульманського боснійського села та албанських домогосподарств у місті Новому Вароші. Остання офіційна реєстрація населення санджаку Новий Пазар перед Балканськими війнами була проведена в 1910 році. Османський перепис 1910 року зафіксував 52 833 мусульмани та 27 814 православних сербів. Близько 65 % населення були мусульманами і 35 % сербськими православними. Більшість мусульманського населення становили албанці.
У ХХІ столітті все ще існує невелика громада, яка ідентифікує себе як албанська в Пештерському регіоні Санджаку, що живе в таких селах, як Бороштиця, Доліче та Угао. Протягом останніх двох поколінь під час національного перепису ці села вирішували оголосити себе «босняками». Цю часткову «боснякизацію» та відмову від самоназви «албанець» пояснюють стратегією селян, щоб уникнути етнічного насильства з боку сербських воєнізованих груп під час югославських війн і частково через змішані шлюби з навколишнім боснійським населенням. Таким чином, а також через війни в Югославії та після них вони вирішили декларувати себе під час перепису як «мусульмани» та «босняки», а не як албанці, щоб уникнути проблем. Старійшини в цих селах досі вільно володіють албанською. Католицькі албанські групи, які оселилися на початку XVIII століття, були навернені в іслам у той період. Їхні нащадки становлять переважну більшість населення Тутіна та Пештерського плато.